# Kvarteret Ernst
Kvarteret Ernst i Ronneby anlades efter 1864 års stadsbrand och sammanfaller till stor del med den plats där stadens medeltida torg en gång har legat. Hela det historiska kvarteret tillsammans med den västra delen av innerstaden omfattas av fornlämningen RAÄ Ronneby 214:1 som utgör den medeltida stadens utsträckning. 
Återuppbyggnaden av kvarteret efter stadsbranden började bland annat med ett hotell utmed Kungsgatan. Hotellet fick bygglov 1873 och inrymde förutom logi också restaurang. Hotellet fick vid sekelskiftet 1900 också en kägelbana (bowlingbana). 1877 flyttade stadens post- och telegrafstation in i kvarteret efter att ha varit inrymt i stadens tidigare rådhus. Kvarteret hade fram till 1979 flera handelsgårdar varav några flyttade mot Ronneby torg 1907 när Ronnebyortens mejeriförening anlade ett mejeri på samma plats som det tidigare hotellet från 1873. Hela mejerianläggningen revs 1979 tillsammans med delar av handels- och bostadsbebyggelsen för att bereda plats för Försäkringskassans nybyggnation utmed Karlskronagatan.